# Гилязов, Искандер Аязович
Исканде́р Аязович Гилязов  (тат. Искәндәр Аяз улы Гыйләҗев; род. 31 августа 1958, Казань, Татарская АССР, РСФСР, СССР) — советский и российский историк, татарский общественный деятель. Доктор исторических наук.

## Биография
Один из сыновей Аяза Гилязова. В 1965—1974 годах обучался в средней школе № 94 г. Казани.
В 1974—1979 годах являлся студентом исторического отделения историко-филологического факультета Казанского государственного университета.
В 1979—1982 годах обучался в очной аспирантуре Института истории СССР АН СССР в Москве, сектор истории СССР периода феодализма, научный руководитель — Е. И. Индова.
В 1983 году защитил в Казанском университете диссертацию «Татарское крестьянство Среднего Поволжья во второй половине XVIII в.» на соискание учёной степени кандидата исторических наук. С того же года работает в Казанском университете.
В 1990—1991 годах — стипендиат ДААД (Германия) при Семинаре по восточноевропейской истории Кёльнского университета, в 1994—1995 годах — стипендиат Фонда им. А.Гумбольдта также при Кёльнском университете, научный руководитель профессор Андреас Каппелер.
В 2000 году защитил диссертацию «Коллаборационистское движение среди тюрко-мусульманских военнопленных и эмигрантов в Германии в годы Второй мировой войны» на соискание учёной степени доктора исторических наук в Казанском университете. В 2000—2011 годах — декан факультета татарской филологии и истории и заведующий кафедрой истории татарского народа Казанского университета. 20 ноября 2002 года присвоено звание профессора.
В 2009 году, выступая на митинге, утверждал, что политика России по отношению к Татарстану являлась захватнической и колониальной. Позднее на встрече с президентом Д. А. Медведевым сообщил, что «без Золотой Орды не было бы Московского государства».
В настоящее время руководит кафедрой татароведения и тюркологии Института международных отношений, истории и востоковедения Казанского федерального университета.
С февраля 2015 года — директор Института Татарской энциклопедии и регионоведения Академии наук Республики Татарстан.
С 26 июня 2007 года — член-корреспондент АН Республики Татарстан.
С 20 декабря 2019 года — действительный член АН Республики Татарстан.
Автор книги про «Легион Идель-Урал», член редакционного совета журнала «Ab imperio», член диссертационного совета по защите кандидатских диссертаций в Казанском университете и Институте истории им. Ш. Марджани Академии наук Республики Татарстан.

## Награды
- Медаль «В память 1000-летия Казани» (2005 год)[8].
- Почётное звание «Заслуженный деятель науки Республики Татарстан[тат.]» (2010 год)[9].
- Государственная премия Республики Татарстан в области науки и техники (2016 год)[10].
- Медаль «За доблестный труд» (2018 год)[11].
- Медаль «100 лет образования Татарской Автономной Советской Социалистической Республики» (2020 год)[12].
- Серебряная медаль Академии наук Республики Татарстан «За достижения в науке» (2018 год)[13].

## Основные работы
- Пантюркизм, пантуранизм и Германия // Этнографическое обозрение. — 1996. — № 2. — С. 92-103.
- Die Islampolitik von Staat und Kirche im Wolga-Ural-Gebiet und der Batirsah-Aufstand von 1775, in: Muslim Culture in Russia and Central Asia from the 18th to the 20th Century / Hrsg. Michael Kemper, Anke von Kügelgen, Dmitry Yermakov (=Islamkundliche Untersuchungen, Bd. 200). — Berlin: Schwarz Verlag, 1996. — S. 69-89.
- Le role de l’Islam dans l’evolution des structures de la societe tatare, de la conquete de Qazan aux reformes de Catherine II (1552—1788), in: Islam de Russie: actes du colloque international de Qazan, 29 avril — 1 mai 1996, organize par Institut francais d’Etudes sur l’Asie Centrale; Centre de projets l’etudes en sciences humaines; Academie des sciences du Tatarstan; edite sous la direction de Stephane A. Dudoignon, Damir Is’hakov et Rafyq Möhammätshin. — Paris: Maisonneuveet Larose, 1997. — P. 15-25.
- Поволжские татары-мусульмане и Германия: к вопросу о контактах Запада и Востока // Ислам в России: современные этические и этнические концепции суннитского ислама, их трансформация в массовом сознании и выражение в искусстве мусульманских народов России / Под ред. С. М. Червонной. — М.: Центр по изучению межнациональных отношений Института этнологии и антропологии РАН, 1997. — С. 33-53.
- Die Wolga-Tataren und Deutschland im ersten Drittel des 20. Jahrhunderts, in: Muslim Culture in Russia and Central Asia from the 18th to the Early 20th Centuries, vol. 2: Inter-Regional and Inter-Ethnic Relations / Hrsg. Anke von Kügelgen, Michael Kemper, Allen J. Frank (=Islamkundliche Untersuchungen, Bd. 216). — Berlin: Schwarz Verlag, 1998. — S. 335—353.
- На другой стороне. Коллаборационисты из поволжско-приуральских татар в годы Второй мировой войны. — Казань: Мастер-Лайн, 1998. — 252 с.
- Восточные легионы. Тюрки в составе германского вермахта // Родина. — 1999. — № 7. — С. 75-79.
- Коллаборационизм тюрко-мусульманских народов СССР в годы Второй мировой войны — форма проявления национализма? // Ab Imperio. — 2000. — № 1. — С. 107—129.
- Die Muslime Rußlands in Deutschland während der Weltkriege als Subjekte und Objekte der Großmachtpolitik, in: Fremdeinsätze: Afrikaner und Asiaten in europäischen Kriegen; 1914—1945 / Zentrum Moderner Orient, Geistwissenschaftliche Zentren Berlin e. V. Hrsg. Gerhard Höpp und Brigitte Reinwald. — Berlin: Das Arabische Buch, 2000. — S. 143—148.
- Контакты российских татар-мусульман с Западной Европой: поиск новых цивилизационных ориентиров? // Ислам в Евразии: современные этические и эстетические концепции суннитского ислама, их трансформация в массовом сознании и выражение в искусстве мусульманских народов России / Ред. М. В. Иордан, Р. Г. Кузеев, С. М. Червонная. — М.: Прогресс-Традиция, 2001. — С. 136—156.
- РОА генерала Власова: русская или российская армия? // Историк среди историков. — Казань: Изд-во Казанского математического общества, 2001. — С. 128—135.
- Германия и мусульмане России в двух мировых войнах // Ab Imperio. — 2001. — № 4. — С. 195—208.
- XVI—XVIII yüzyillarda Carlik Rusyasi’nda Idil-Ural Tatarlari, in: Türkler, Cilt 18. — Istanbul: Yeni Türkiye Yayinlari, 2002. — S. 408—414.
- Татарские слободы города Казани во второй половине XVI — середине XIX вв. // Татарские слободы Казани: Очерки истории. — Казань, 2002. — С. 60-74.
- Тюркизм и пантюркизм в оригинальных источниках и в мировой историографии: исходные смыслы и цели, парадоксы интерпретаций, тенденции развития // Ас-Алан. — 2003. — № 1 (10). — С. 3-478 (коллективная монография в соавторстве с Н. П. Горошковым и С. М. Червонной)
- Тюркизм: становление и развитие (характеристика основных этапов): Учебное пособие для студентов-тюркологов. — Казань: КГУ, 2003. — 51 с.
- История Татарстана (вторая половина XVI—XVIII вв.): Учебное пособие для 7 класса основной школы. — Казань: Татарское республиканское издательство «Хэтер» (ТаРИХ), 2004. — 111 с. (в соавторстве с В. И. Пискарёвым)
- Ислам и православие в Среднем Поволжье после 1552 г. // Die Geschichte Rußlands im 16. und 17. Jahrhundert aus der Perspektive seiner Regionen. Hrsg. von Andreas Kappeler. — Wiesbaden, 2004. — S. 310—321.
- Легион «Идель-Урал». Представители народов Поволжья и Приуралья под знамёнами «Третьего рейха». — Казань: Татарское книжное издательство, 2005. — 383 с.
- Die Kollaboration der türk-muslimischen Völker der Sowjetunion während des Zweiten Weltkrieges als Erscheinungsform des Nationalismus, in: «Kollaboration» in Nordosteuropa- Erscheinungsformen und Deutungen im 20. Jahrhundert / Hrsg. Von Joachim Tauber. — Wiesbaden: Harrasowitz Verlag, 2006. — S. 406—413.
- Казанский край в XVII в. // Атлас Tartarica. История татар и народов Евразии. Республика Татарстан вчера и сегодня: справочно-энциклопедическое издание. — М.: Дизайн. Информация. Картография, 2006. — С. 423—424, 430—433.
- Казанский край в XVIII в. // Атлас Tartarica. История татар и народов Евразии. Республика Татарстан вчера и сегодня: справочно-энциклопедическое издание. — М.: Дизайн. Информация. Картография, 2006. — С. 438—439, 442—445, 452—455, 460—461.
- Die Kazaner Studenten und der Erste Weltkrieg, in: Trude Maurer (Hg.). Kollegen — Kommilitonen — Kämpfer. Europäische Unversitäten im Ersten Weltkrieg. — Stuttgart: Franz Steiner Verlag, 2006. — S. 209—222.
- История Татарстана и татарского народа с древнейших времён до конца XIX века. Учебное пособие для 10 класса средней общеобразовательной школы. — Казань: Хэтер, 2008. — 271 с. (в соавторстве с В. И. Пискарёвым и Ф. Ш. Хузиным)
- Город Казань и Казанский университет в начале XX века // Университет и город в России (начало XX века) / Под ред. Труде Маурер и Александра Дмитриева. — М.: Новое литературное обозрение, 2009. — C. 460—583.
- Die tatarische Diaspora: Zu einigen Besonderheiten ihrer Entwicklung, in: Wege zum Imperienvergleich. Ansätze und Beispiele aus osteuropäischer Perspektive. Festschrift für Andreas Kappeier zum 65. Geburtstag / Hg. von Guido Hausmann und Angela Rustemeyer. — Berlin, 2009 (= Forschungen zur osteuropäischen Geschichte). — S. 68-78.
- Легион «Идель-Урал». — М.: Вече, 2009. — 304 с. — ISBN 978-5-9533-4272-8.
- История татарского народа (с древнейших времён до конца XVII в.). Учебное пособие для 10 класса общеобразовательных школ (профильный уровень) / Под ред. Д. М. Исхакова. — Казань: Магариф, 2009. — 423 с. (в соавторстве с М. М. Гибатдиновым, И. Л. Измайловым, Д. М. Исхаковым)
- The Colonization of the Volga-Ural-Region, in: Tatar History and Civilization. — Istanbul: IRSICA, 2010. — P. 179—192.
- Проявления коллаборационизма тюркских мусульманских народов СССР в годы Второй мировой войны: некоторые характеристики // Волго-Уральский регион в имперском пространстве: XVIII—XX вв. / Под ред. Наганава Норихиро, Усмановой Д. М., Хамамото Мами. — М.: Вост. лит., 2011. — С. 290—306.
- Мемориал в Церенсдорфе — памятник Первой мировой войны // Филология и культура. Philology and Culture. — 2012. — № 3 (29). — С. 218—219.
- Татарские газеты и журналы в Германии в период Второй мировой войны // Вестник Казанского государственного университета культуры и искусств. — 2012. — № 3. — C. 169—175.
- Восточная политика Германии и Волго-татарский легион — легион «Идель-Урал». Бессмертный подвиг Мусы Джалиля // История татар с древнейших времён. В 7 томах. Том VII: Татары и Татарстан в XX — начале XXI вв. — Казань: АН РТ, 2013. — С. 399—406.
- Тюркизм и пантюркизм. Единство в языке, делах и мыслях. — Саарбрюккен: LAP Lamberts Academic Publishing, 2013. — 508 с. (в соавторстве с Н. П. Горошковым и С. М. Червонной)
- Казанский край в составе Русского государства (2-я половина XVI—XVIII вв.) // Татарстан: из века в век. — Казань: Заман — Татарское кн. изд-во, 2013. — С. 88-109.
- Татар диаспорасы формалашуының төп үзенчәлекләре // Tatarica. — 2014. — № 1. — C. 158—171.
- Wolga-Tataren: Aspekte der politischen, kulturellen und religiösen Geschichte, in: Mieste Hotopp-Riecke, Stephan Theilig (Hrsg). Fremde-Nähe — Heimat. 200 Jahre Napoleon Kriege: Deutsch-Tatarische Interkulturkontakte, Konflikte und Translationen. — Berlin, 2014. — S. 11-24.
- Zwei Sonderlager des Ersten Weltkrieges-Halbmondlager und Weinberglager, in: Türcken, Mohren und Tartaren. Muslime in Brandenburg-Preußen. Katalog der Sonderausstellung vom 23. März bis 5. Oktober 2014 in Brandenburg-Preußen Museum Wustrau. Herausgegeben und bearbeitet von Stephan Theilig. — Wustrau, 2014. — S. 57-59.
- Российские солдаты-мусульмане в германском плену в годы Первой мировой войны. — Казань: Татарское книжное издательство, 2014. — 303 с. (в соавторстве с Л. Р. Гатауллиной)
- Germany and Its Plans for «Revolutionization» of the Islamic World during World War I, in: Terra Sebus: Acta Musei Sabesiensis, Special Issue. — Scopus, 2014. — P. 397—409.
- Готтхольд Вайль как исследователь татар и татарского языка // Филология и культура. Philology and Culture. — 2015. — № 1 (39). — С. 269—274.